# Albert Quixall
Albert Quixall, né le 9 août 1933 à Sheffield (Angleterre) et mort le 12 novembre 2020, est un footballeur anglais, qui évoluait au poste de milieu offensif à Sheffield Wednesday et en équipe d'Angleterre.
Quixall n'a marqué aucun but lors de ses cinq sélections avec l'équipe d'Angleterre entre 1954 et 1955. 

## Carrière de joueur
- 1950-1958 : Sheffield Wednesday
- 1958-1964 : Manchester United
- 1964-1966 : Oldham Athletic
- 1966-1967 : Stockport County
- 1967-1968 : Altrincham

## Palmarès

### En équipe nationale
- 5 sélections et 0 but avec l'équipe d'Angleterre entre 1954 et 1955.

### Avec Sheffield Wednesday
- Vainqueur du Championnat d'Angleterre de football D2 en 1952.

### Avec Manchester United
- Vice-Champion du Championnat d'Angleterre de football en 1964.
- Vainqueur de la Coupe d'Angleterre de football en 1963.

### Avec Stockport County
- Vainqueur du Championnat d'Angleterre de football D4 en 1967.